# Kanaal van Lalinde
Het Kanaal van Lalinde is een vijftien kilometer lang afleidingskanaal van de Dordogne, aangelegd om een aantal voor de scheepvaart gevaarlijke stroomversnellingen te omzeilen.
Vanaf de meander bij Trémolat tot Bergerac, werd de scheepvaart op de Dordogne moeilijk door de beruchte stroomversnellingen van Grand Thoret (tussen La Guillou et Lalinde), Gratusse (stroomafwaarts van Lalinde) en Gratussou. Daarom werd in 1837 beslist om parallel aan de rivier een afleidingskanaal te bouwen.
De werken werden opgestart in 1838 en het kanaal werd opengesteld voor de scheepvaart in 1843. Het kanaal loopt van Mauzac tot Tuilières (gemeente Mouleydier) en telt drie enkelvoudige sluizen (Mauzac, Lalinde en Borie-Basse) en aan het eind twee drievoudige sluizen. Een aantal van de opmerkelijkste bouwwerken op het kanaal zijn opgenomen op de lijst van beschermde monumenten.
Het kanaal wordt gevoed met rivierwater dat bij de stuw van Mauzac via een aquaduct wordt aangevoerd. De sluizen en het kanaal kon schepen aan van maximaal 29 bij 6 meter en werd tot bij het begin van de Tweede Wereldoorlog gebruikt door de beroepsscheepvaart. Ondertussen was de Dordogne stroomopwaarts van Saint-Pierre-d'Eyraud in 1926 al geschrapt als bevaarbare waterweg, wat inhield dat de overheid niet langer voorzag in het onderhoud van het kanaal en de verschillende installaties. Per decreet werd het kanaal in 1992 door het ministerie van transport afgestaan aan het Syndicat intercommunal du canal de Lalinde. Na de bouw van een aantal pontons en voetgangersbruggen (gefinancierd door de vijf aanliggende gemeenten) werd een sectie van vier kilometer door de overheid terug bevaarbaar verklaard. Langs het jaagpad werd een fietsroute aangelegd.

## Galerij

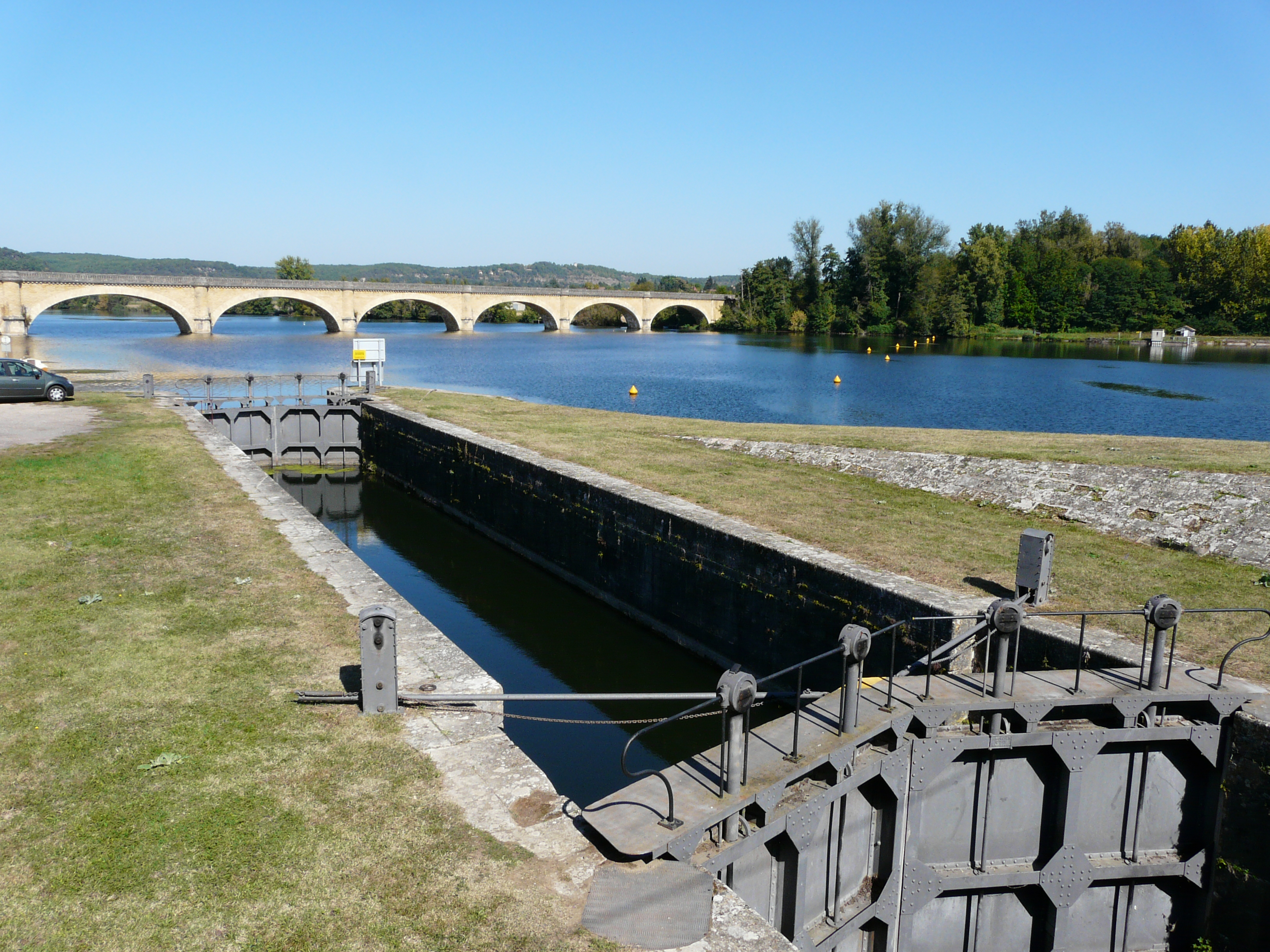
Sluis van Mauzac
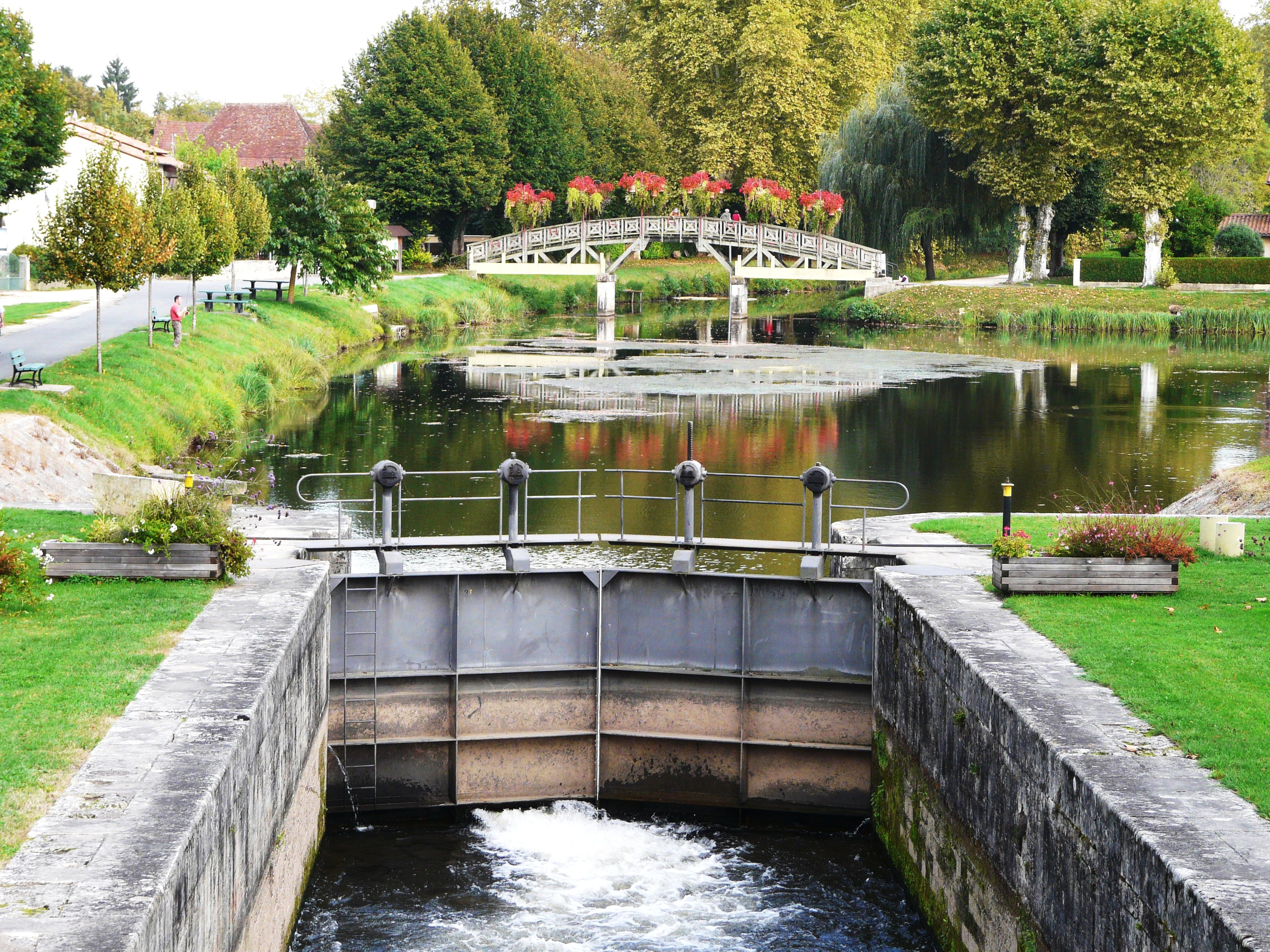
Sluis en havenbekken van Lalinde
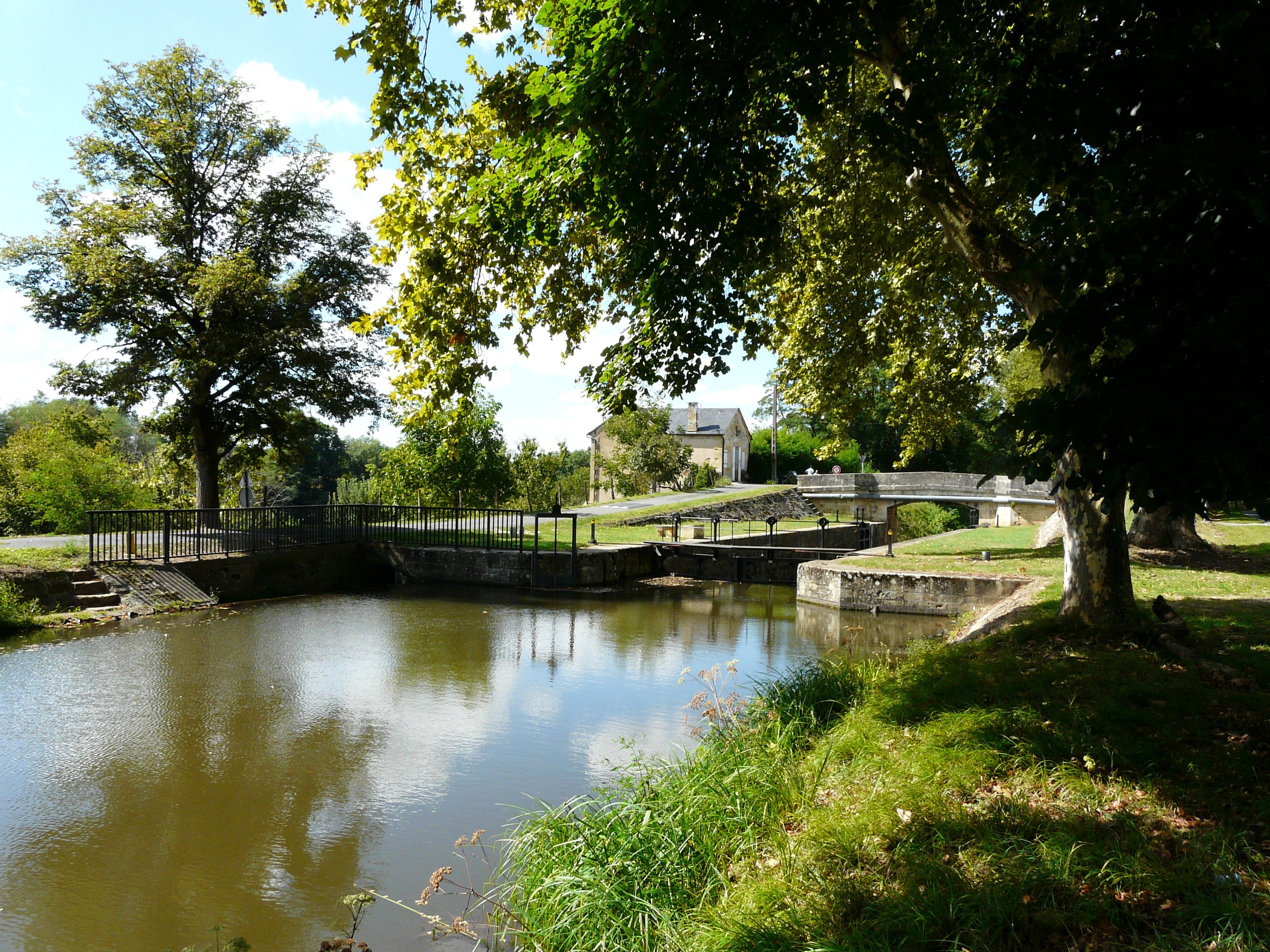
Sluis van Borie-Basse
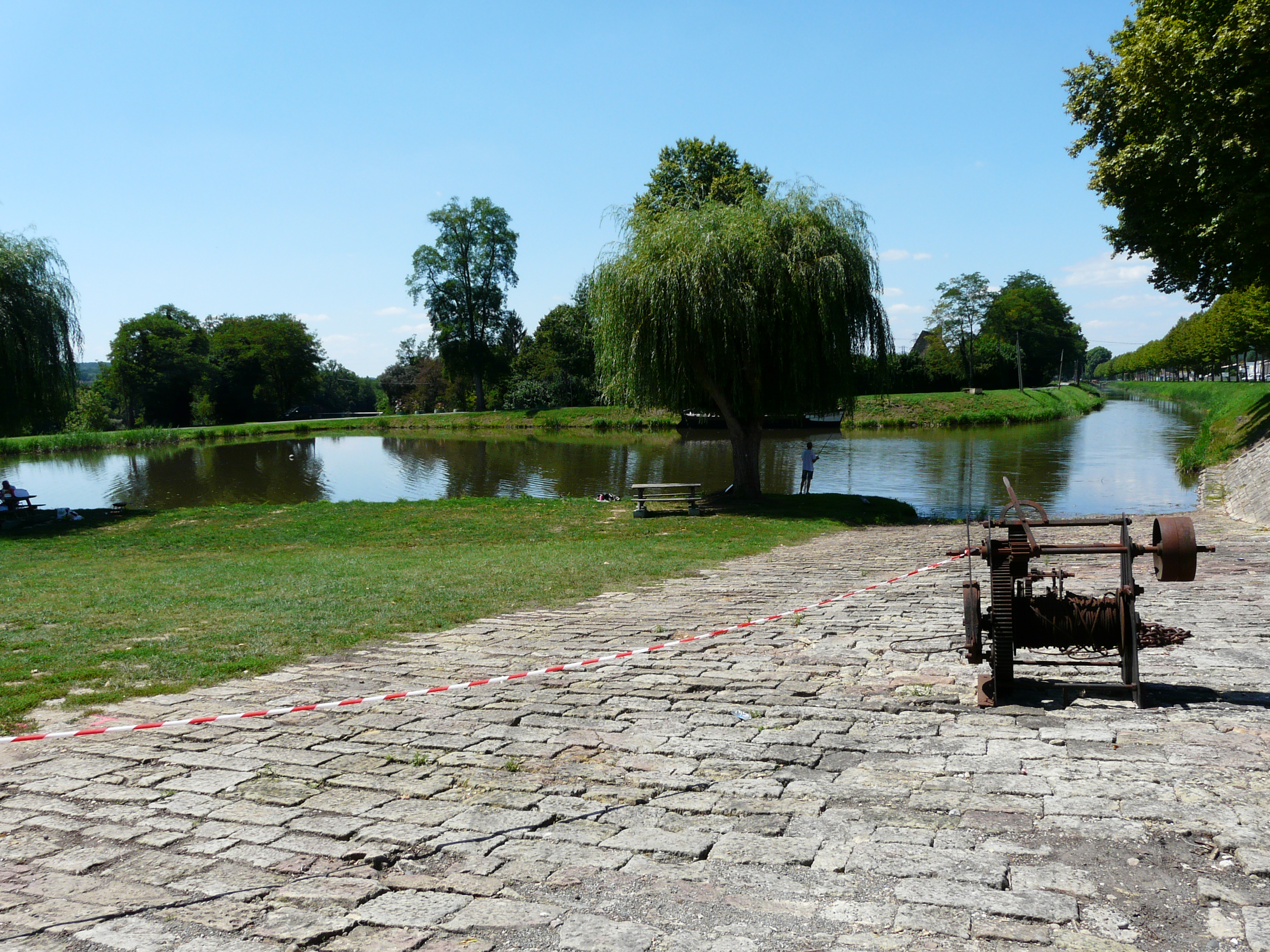
Havenbekken van Saint-Capraise-de-Lalinde
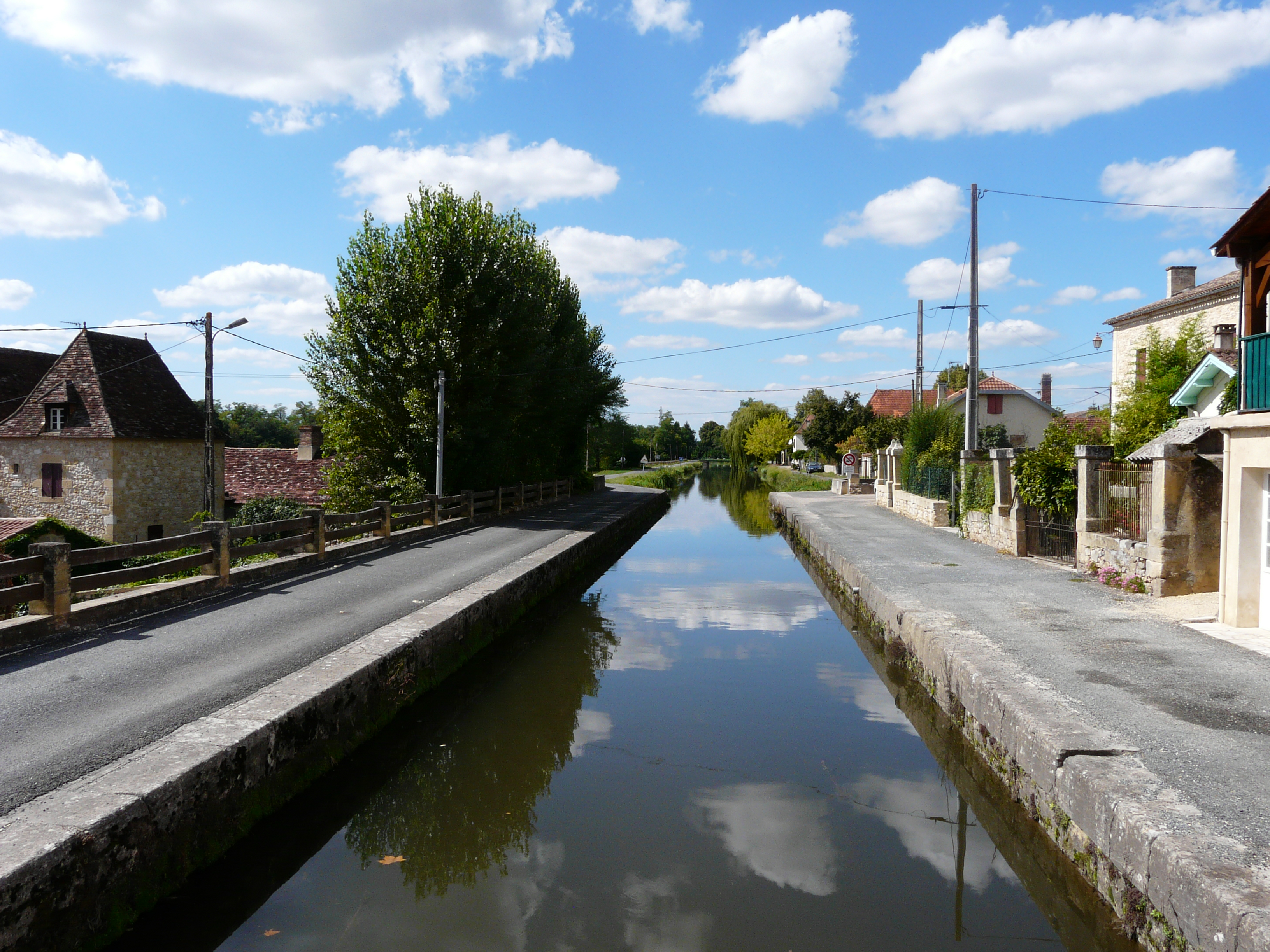
Kanaalbrug in Saint-Capraise-de-Lalinde